# Пам'ятки історії Тиврівського району
У Тиврівському районі Вінницької області на обліку перебуває 72 пам'ятки історії.
| № п/п | Охоронний № | Найменування пам'ятки | Адреса                                                        | Дата (епоха)                                              | Дата відкриття або виявлення | Автори                                       | Матеріал                    | Основні розміри                | Рішення про взяття під охорону |
| ----- | ----------- | --- | ------------------------------------------------------------- | --------------------------------------------------------- | ---------------------------- | -------------------------------------------- | --------------------------- | ------------------------------ | ------------------------------ |
| 1.    | 868         | Братська могила червоноармійців | смт Тиврів, Тиврівська сел/р, вул. Леніна                     | 1918—1920 рр.                                             | 1925 р., рест. 1957 р.       | місцеві майстри                              | об. граніт, пост. камінь    | об. 1,9 м, п. 0,6х0,6х0,7 м    | № 313 10.06.1971 р.            |
| 2.    | 171         | Меморіальний комплекс: 1) пам'ятник 4000 воїнам, уродженцям Тиврівського району, загиблим на фронтах ВВВ; 2) пам'ятник 500 воїнам-визволителям і могила невідомого воїна | смт Тиврів, Тиврівська сел/р, вул. Леніна                     | 1941—1945 рр.                                             | 1978 р.                      | ск. Непорожний О. К., м. Вінниця             | об. граніт, ск. бронза      | об. 11,6 м, ск. 4,0 м          | № 96 17.02.1983 р.             |
| 3.    | 348         | Братська могила жертв фашизму | смт Тиврів, Тиврівська сел/р, в чорному лісі.                 | 1942 р.                                                   | 1965 р.                      | місцеві майстри                              | об. граніт, пост. граніт    | об. 2,35 м, п. 0,7х0,7х0,5 м   | № 29 19.06.1977 р.             |
| 4.    | 247         | Могила К. Андрійчука | смт Тиврів, Тиврівська сел/р, на кладовищі                    | 1907—1958 рр.                                             | 1980 р.                      | -//-                                         | граніт                      | об. 1,8 м                      | № 75 20.02.1985 р.             |
| 5.    | 97          | Братська могила січових стрільців | смт Тиврів, Тиврівська сел/р, на кладовищі                    | 1918 р.                                                   | 1993 р.                      | місцеві майстри                              | граніт                      | 1х0,6 м                        | № 501 20.12.1993 р.            |
| 6.    | 98          | Братська могила 175 жертв голодомору | смт Тиврів, Тиврівська сел/р, на кладовищі                    | 1932—1933 рр.                                             | 1993 р.                      | -//-                                         | граніт                      | 1х0,6 м                        | № 501 20.12.1993 р.            |
| 7.    | 33          | Будинок колишньої духовної семінарії, в якому працювали М. Д. Леонтович і К. Г. Стеценко                                                                                 | смт Тиврів, Тиврівська сел/р, вул. Леніна, 14                 | кін. XIX ст. поч. XX ст.                                  | 1989 р.                      | ____                                         | цегла                       | __                             | № 148 16.12.1992 р.            |
| 8.    | 34          | Будинок, в якому проживав композитор К. Г. Стеценко | смт Тиврів, Тиврівська сел/р, вул. Мічуріна, 26               | 1910-1911 р. р.                                           | 1989 р.                      | ____                                         | цегла                       | ___                            | № 148 16.12.1992 р.            |
| 9.    | 35          | Могила художника М. І. Гончарука | смт Тиврів, Тиврівська сел/р, на кладовищі                    | 1905-1969 р. р.                                           | 1989 р.                      | місцеві майстри                              | метал, граніт               | 2 м                            | № 148 16.12.1992 р.            |
| 10.   | 44          | Хата письменника Кесара Андрійчука | смт Тиврів, Тиврівська сел/р, вул. Свердлова, 21              | 1950 р.                                                   | 1995 р.                      | місцеві майстри                              | цегла, дерево               | 8х16 м                         | № 443 22.12.1997 р             |
| 11.   | 338         | Пам'ятник 93 воїнам-односельчанам, загиблим на фронтах ВВВ | с. Борсків, Ворошилівська с/р, біля магазину.                 | 1941—1945 рр.                                             | 1975 р.                      | місцеві майстри                              | об. граніт, пост. граніт    | об. 4,5 м, п. 0,7х2,3х2,3 м    | № 29 19.06.1977 р.             |
| 12.   | 336         | Пам'ятник 117 воїнам-односельчанам, загиблим на фронтах ВВВ | с. Бушинка, Бушинська с/р, біля клубу                         | -//-                                                      | 1971 р.                      | місцеві майстри                              | об. граніт, пост. граніт    | об. 6,5 м, п. 1,5х1,2х1,2 м    | -//-                           |
| 13.   | 880         | Могила борця за радянську владу В. М. Сідака | с. Василівка, Василівська с/р, біля школи                     | 1918 р.                                                   | 1968 р.                      | -//-                                         | об. граніт, пост. граніт    | об. 1,5 м, п. 1,0х1,0х0,8 м    | № 313 10.06.1971 р.            |
| 14.   | 337         | Пам'ятник 237 воїнам-односельчанам, загиблим на фронтах ВВВ | с. Василівка, Василівська с/р, біля Будинку культури          | 1941—1945 рр.                                             | 1972 р.                      | -//-                                         | об. граніт                  | об. 9,5 м                      | № 29 19.06.1977 р.             |
| 15.   | 335         | Пам'ятник 252 воїнам-односельчанам, загиблим на фронтах ВВВ | с. Велика Вулига, Великовулизька с/р, на околиці села         | 1941—1945 рр.                                             | 1974 р.                      | ск. Я. М. Куленко, м. Вінниця                | ск. граніт                  | ск. 6,0 м                      | № 29 19.06.1977 р.             |
| 16.   | 885         | Пам'ятник 75 воїнам-односельчанам, загиблим на фронтах ВВВ | с. Ворошилівка, Ворошилівська с/р, в центрі села              | 1941—1945 рр.                                             | 1968 р.                      | місцеві майстри                              | об. граніт, пост. камінь    | об. 5,0 м, п.1,1х1,5х1,5 м     | № 313 10.06.1971 р.            |
| 17.   | 884         | Пам'ятник 95 воїнам-односельчанам, загиблим на фронтах ВВВ | м. Гнівань, Гніванська м/р, біля контори КСП                  | 1941—1945 рр.                                             | 1968 р.                      | Вінницький худ. фонд                         | об. граніт, пост. камінь    | об. 5,0 м, п. 1,5х1,3х1,3 м    | № 313 10.06.1971 р.            |
| 18.   | 872         | Братська могила 155 радянських воїнів, загиблих при обороні та визволенні міста                                                                                          | м. Гнівань, Гніванська м/р, вул. Леніна.                      | 1941—1944 рр.                                             | 1957 р.                      | місцеві майстри                              | об. граніт                  | об. 3,0 м                      | № 313 10.06.1971 р.            |
| 19.   | 870         | Братська могила 19 танкістів, загиблих при визволенні міста | м. Гнівань, Гніванська м/р, вул. Леніна                       | 1944 р.                                                   | 1945 р.                      | ск. Іщук, Сокалюк, Католік                   | об. граніт                  | об. 4,0 м                      | № 313 10.06.1971 р.            |
| 20.   | 871         | Братська могила 92 воїнів Радянської армії, загиблих при визволенні міста                                                                                                | м. Гнівань, Гніванська м/р, вул. Леніна                       | 1944 р.                                                   | 1953 р.                      | місцеві майстри                              | об. граніт, пост. камінь    | об. 2,0 м, п. 1,0х1,0х1,0 м    | № 313 10.06.1971 р.            |
| 21.   | 168         | Пам'ятний знак Радянським військовополоненим | м. Гнівань, Гніванська м/р, на трасі Тиврів — Вінниця.        | 1941—1944 рр.                                             | 1985 р.                      | ск. А. Т. Андрієнко                          | граніт                      | стела 3 м, п. 0,5 м            | № 228 22.05.1986 р.            |
| 22.   | 249         | Пам'ятник воїнам-визволителям | м. Гнівань, Гніванська м/р, біля лікарні.                     | 1944 р.                                                   | 1979 р.                      | Вінницький худ. фонд                         | метал                       | п. 2 м                         | № 75 20.02.1985 р.             |
| 23.   | 248         | Могила Г. І. Мельника і пам'ятник 231 воїнам-односельчанам, загиблим на фронтах ВВВ                                                                                      | 2                                                             | м. Гнівань, Гніванська м/р, біля Будинку культури.        | 1919 р., 1941—1945 рр.       | 1983 р., А. Крейчі                           | з/бетон                     | ск. 3,5 м                      | № 75 20.02.1985 р.             |
| 24.   | 886         | Пам'ятник 125 воїнам-односельчанам, загиблим на фронтах ВВВ | с. Гришівці, Гришовецька с/р, біля Будинку культури           | 1941—1945 рр.                                             | 1968 р.                      | місцеві майстри                              | об. граніт, пост. камінь    | об. 6,0, п. 3,0х3,2х3,2 м      | № 313 10.06.1971 р.            |
| 25.   | 99          | Братська могила 324 жертв голодомору | с. Гришівці, Гришовецька с/р, на кладовищі                    | 1932-33 рр.                                               | 1993 р.                      | місцеві майстри                              | з/бетон                     | 2 м                            | № 50120.12.1993 р.             |
| 26.   | 869         | Пам'ятник 84 воїнам-односельчанам, загиблим на фронтах ВВВ |                                                               | с-ще Гута-Бушинська, Бушинська с/р, біля Будинку культури | 1941—1945 рр.                | 1967 р., ск. Матвійчук К. І., Соловйов В. М. | ск. з/б, пост. камінь       | ск. 1,5 м, п. 1,6х1,7х1,3 м    | № 313 10.06.1971 р.            |
| 27.   | 882         | Могила комсомольця С. І. Патлатюка | с. Дзвониха, Дзвониська с/р, біля школи                       | 1931 р.                                                   | 1968 р.                      | місцеві майстри                              | об. граніт, пост. бетон     | об. 2,6 м, п. 0,8х0,6х0,6 м    | № 313 10.06.1971 р.            |
| 28.   | 339         | Пам'ятник 129 воїнам-односельчанам, загиблим на фронтах ВВВ | с. Дзвониха, Дзвониська с/р, біля контори КСП                 | 1941—1945 рр.                                             | 1970 р.                      | місцеві майстри                              | об. граніт, пост. граніт    | об. 12,5 м, п. 2,3х1,5х1,5 м   | № 29 19.06.1977 р.             |
| 29.   | 40          | Могила 2 радянських воїнів | с. Довгополівка, Довгополівська с/р, біля школи               | 1944 р.                                                   | 1986 р.                      | місцеві майстри                              | граніт                      | 1,6 м                          | № 113 13.05.1988 р.            |
| 30.   | 113         | Могила радянського воїна К. Іщенка, загиблого при визволенні села | с. Довгополівка, Довгополівська с/р, кладовище                | 1904—1944 рр.                                             | 2001 р.                      | місцеві майстри                              | бетон                       | об. 2 м                        | № 470 29.12.2002 р.            |
| 31.   | 887         | Пам'ятник 207 воїнам-односельчанам, загиблим на фронтах ВВВ | с. Жахнівка, Жахнівська с/р, в центрі села                    | 1941—1945 рр.                                             | 1968 р.                      | місцеві майстри                              | ск. з/б, пост. бетон        | ск. 2,0 м, п. 2,0х1,5х1,0 м    | № 313 10.06.1971 р.            |
| 32.   | 340         | Пам'ятник 105 воїнам-односельчанам, загиблим на фронтах ВВВ | с. Іванківці, Іванковецька с/р, біля школи.                   | 1941—1945 рр.                                             | 1971 р.                      | місцеві майстри                              | об. граніт, пост. граніт    | об. 4,5 м, п. 1,0х1,8х1,8 м    | № 29 19.06.1977 р.             |
| 33.   | 36          | Пам'ятник 63 воїнам-односельчанам, загиблим на фронтах ВВВ | с. Кліщів, Довгополівська с/р, в центрі села                  | 1941—1945 рр.                                             | 1991 р.                      | місцеві майстри                              | граніт                      | 2,3 м                          | № 148 16.12.1992 р.            |
| 34.   | 873         | Пам'ятник 112 воїнам-односельчанам, загиблим на фронтах ВВВ | с. Кобелецьке, Гришовецька с/р, біля школи.                   | 1941—1945 рр.                                             | 1969 р.                      | -//-                                         | об. граніт, пост. камінь    | об. 8,0 м, п. 1,9х2,0х2,0 м    | № 313 10.06.1971 р.            |
| 35.   | 169         | Пам'ятник 176 воїнам-односельчанам, загиблим на фронтах ВВВ | с. Колюхів, Колюхівська с/р, біля контори КСП                 | 1941—1945 рр.                                             | 1985 р.                      | -//-                                         | з/бетон                     | об. 2,5 м, п. 0,6х0,8х0,8 м    | № 228 22.05.1986 р.            |
| 36.   | 126         | Могила підпільника К. С. Сердюка | с. Колюхів, Колюхівська с/р, біля школи                       |                                                           | 1949 р.                      | місцеві майстри                              | граніт                      | 2 м                            | № 82 03.04.1990 р.             |
| 37.   | 874         | Братська могила 367 воїнів Радянської армії і пам'ятник 285 воїнам-односельчанам, загиблим на фронтах ВВВ                                                                | с. Красне, Новоміська с/р, в центрі села.                     | 1944 р., 1941—1945 рр.                                    | 1973 р.                      | авт. Ніжніченко А. Ф.                        | об. граніт, пост. граніт    | об. 1,5 м, п. 1,5х0,8х0,8 м    | № 313 10.06.1971 р.            |
| 38.   | 250         | Пам'ятник радянським льотчикам | с. Красне, Новоміська с/р, в полі.                            | 1944 р.                                                   | 1983 р.                      | місцеві майстри                              | граніт                      | об. 4,5 м                      | № 75 20.02.1985 р.             |
| 39.   | 888         | Пам'ятник 65 воїнам-односельчанам, загиблим на фронтах ВВВ | с. Краснянка, Краснянська с/р, в центрі села.                 | 1941—1945 рр.                                             | 1965 р.                      | Ленінград. худ. фонд                         | об. з/бетон                 | об. 2,5 м                      | № 313 10.06.1971 р.            |
| 40.   | 246         | Могила комсомольця Борисова | с. Круги, Краснянська с/р, в центрі села.                     | 1914—1930 рр.                                             | 1970 р.                      | місцеві майстри                              | цегла                       | об. 1,5 м                      | № 75 20.02.1985 р.             |
| 41.   | 170         | Братська могила 7 радянських воїнів, загиблих при визволенні села | с. Лани, Яришевська с/р, на кладовищі                         | 1944 р.                                                   | 1959 р.                      | місцеві майстри                              | граніт                      | мог. 3,8×2 м, плита 1,5х0,65 м | № 228 22.05.1986 р.            |
| 42.   | 889         | Пам'ятник 56 воїнам-односельчанам, загиблим на фронтах ВВВ | с. Мала Вулига, Маловулизька с/р, в центрі села               | 1941—1945 рр.                                             | 1967 р.                      | Київський худ. фонд                          | ск. склобетон, пост. бетон  | ск. 2,5 м, п. 1,1х1,5х1,9 м    | № 313 10.06.1971 р.            |
| 43.   | 341         | Пам'ятник 86 воїнам-односельчанам, загиблим на фронтах ВВВ | с. Марківка, Марківська с/р, біля клубу                       | 1941—1945 рр.                                             | 1974 р.                      | ск. О. Богачов, м. Москва                    | об. з/бетон                 | об. 5 м, ск. 2х0 м             | № 29 19.06.1977 р.             |
| 44.   | 890         | Пам'ятник 49 воїнам-односельчанам, загиблим на фронтах ВВВ | с. Маянів, Ворошилівська с/р, біля школи                      | 1941—1945 рр.                                             | 1968 р.                      | місцеві майстри                              | об. граніт, пост. граніт    | об. 5 м, п. 1х2х1 м            | № 313 10.06.1971 р.            |
| 45.   | 342         | Могила невідомого учасника громадянської війни | с. Нове Місто, Новоміська с/р, біля магазину                  | 1919 р.                                                   | 1919 р.                      | місцеві майстри                              | об. дерево                  | об. 1,6 м                      | № 29 19.06.1977 р.             |
| 46.   | 881         | Могила голови колгоспу Дзюбака І. Д. | с. Нове Місто, Новоміська с/р, біля лікарні                   | 1931 р.                                                   | 1969 р.                      | місцеві майстри                              | об. граніт                  | об. 2 м                        | № 313 10.06.1971 р.            |
| 47.   | 171         | Пам'ятний знак танкістам | с. Нове Місто, Новоміська с/р, за 1,5 км від дороги на Джурин | 1941 р., 1944 р.                                          | 1985 р.                      | місцеві майстри                              | граніт                      | об. 3х0,6х0,7 м                | № 228 22.05.1986 р.            |
| 48.   | 172         | Братська могила 2 воїнів Радянської армії, загиблих при обороні села | с. Нове Місто, Новоміська с/р, в лісі                         | 1941 р.                                                   | 1985 р.                      | місцеві майстри                              | метал                       | плита 0,1х1,5х0,1 м            | -//-                           |
| 49.   | 343         | Пам'ятник 142 воїнам-односельчанам, загиблим на фронтах ВВВ | с. Пилява, Пилявська с/р, біля школи                          | 1941—1945 рр.                                             | 1972 р.                      | Вінницький худ. фонд                         | об. бетон, пост. бетон      | об. 11,2 м, п. 0,5х2,3х2,3 м   | № 29 19.06.1977 р.             |
| 50.   | 167         | Могила А. Є. Горбачова | с. Пилява, Пилявська с/р, на кладовищі                        | 1922 р.                                                   | 1972 р.                      | місцеві майстри                              | граніт                      | мог. 2×0,8 м, об. 1х0,9х0,97 м | № 228 22.05.1986 р.            |
| 51.   | 173         | Пам'ятник 76 воїнам-односельчанам, загиблим на фронтах ВВВ | с. Пирогів, Рахно-Полівська с/р, на кладовищі                 | 1941—1945 рр.                                             | 1985 р.                      | місцеві майстри                              | граніт                      | об. 1,5х0,25 м                 | № 228 22.05.1986 р.            |
| 52.   | 133         | Пам'ятний знак О. Ф. Можайському | с. Потуш, Щендерівська с/р, на північ від села                | 1825—1890 рр.                                             | 1980 р.                      | місцеві майстри                              | граніт                      | об. 5 м                        | № 227 26.06.1987 р.            |
| 53.   | 875         | Пам'ятник воїнам-визволителям | с. Рахни-Польові, Рахно-Полівська с/р, біля школи             | 1944 р.                                                   | 1967 р.                      | місцеві майстри                              | об. пісковик                | об. 3 м                        | № 313 10.06.1971 р.            |
| 54.   | 344         | Пам'ятник 90 воїнам-односельчанам, загиблим на фронтах ВВВ | с. Рахни Польові, Рахно-Полівська с/р, біля школи             | 1941—1945 рр.                                             | 1972 р.                      | місцеві майстри                              | об. граніт, пост. граніт    | об. 7,5 м, п. 1,2х2х2 м        | № 29 19.06.1977 р.             |
| 55.   | 891         | Пам'ятник 115 воїнам-односельчанам, загиблим на фронтах ВВВ | с. Рогізна, Маловулицька с/р, біля магазину.                  | 1941—1945 рр.                                             | 1967 р.                      | Київський худ. фонд                          | ск. з/бетон, пост. бетон    | ск. 2,6 м, п. 1х1,9х1,6 м      | № 313 10.06.1971 р.            |
| 56.   | 876         | Братська могила 39 воїнів Радянської армії, загиблих при визволенні села і пам'ятник 250 воїнам-односельчанам, загиблим на фронтах ВВВ                                   | с. Селище, Селищенська с/р, вул. Жовтнева.                    | 1944 р., 1941—1945 рр.                                    | 1972 р.                      | Київські реставраційні майстерні             | ск. з/бетон, пост. камінь   | ск. 3 м, п. 1,5х1,5х1,5 м      | № 313 10.06.1971 р.            |
| 57.   | 345         | Братська могила 9 партизан | с. Селище, Селищенська с/р, на кладовищі.                     | 1943 р.                                                   | 1953 р.                      | місцеві майстри                              | об. бетон, пост. бетон      | об. 3,5 м, п. 0,6х0,7х0,7 м    | № 29 19.06.1977 р.             |
| 58.   | 346         | Пам'ятний знак 133 воїнам-односельчанам, загиблим на фронтах ВВВ | с. Сліди, Сліднянська с/р, біля магазину.                     | 1941—1945 рр.                                             | 1966 р.                      | -//-                                         | дошка, дерево               | розмір 1х1,5 м                 | -//-                           |
| 59.   | 347         | Братська могила 2 радянських воїнів, загиблих при визволенні села | с. Строїнці, на кладовищі, Строїнецька с/р.                   | 1944 р.                                                   | 1972 р.                      | -//-                                         | об. граніт                  | об. 3 м                        | № 29 19.06.1977 р.             |
| 60.   | 892         | Пам'ятник 120 воїнам-односельчанам, загиблим на фронтах ВВВ | с. Строїнці, Строїнецька с/р, біля клубу.                     | 1941—1945 рр.                                             | 1969 р.                      | Вінницький худ. фонд                         | ск. з/б, п. бетон           | ск. 5 м, п. 0,8х1,2х1,2 м      | № 313 10.06.1971 р.            |
| 61.   | 877         | Братська могила 209 воїнів Радянської армії, загиблих при визволенні селища та навколишніх сіл, і пам'ятник 157 воїнам-односельчанам, загиблим на фронтах ВВВ            | смт Сутиски, Сутиська сел/р, площа Перемоги                   | 1944 р., 1941—1945 рр.                                    | 1966 р.                      | Київський худ. фонд                          | ск. з/б, пост. цегла        | ск. 1,7 м, п. 1,9х1,7х2 м      | № 313 10.06.1971 р.            |
| 62.   | 333         | Братська могила 67 воїнів Радянської армії, загиблих при визволенні села                                                                                                 | с. Тростянець, (кол. Латанці) Тростянецька с/р, в саду        | 1944 р.                                                   | 1970 р.                      | місцеві майстри                              | об. граніт                  | об. 2,2 м                      | № 29 19.06.1977 р.             |
| 63.   | 894         | Пам'ятник 205 воїнам-односельчанам, загиблим на фронтах ВВВ | с. Тростянець, Тростянецька с/р, біля школи                   | 1941—1945 рр.                                             | 1967 р.                      | Київський худ. фонд                          | ск. склобетон, пост. камінь | ск. 2,4 м, п. 2,8х1,7х1,4 м    | № 313 10.06.1971 р.            |
| 64.   | 462         | Пам'ятник 150 воїнам-односельчанам, загиблим на фронтах ВВВ | с. Уяринці, Уяринецька с/р, в центрі села.                    | 1941—1945 рр.                                             | 1979 р.                      | місцеві майстри                              | об. граніт                  | об. 5 м                        | № 96 17.02.1983 р.             |
| 65.   | 895         | Пам'ятник 136 воїнам-односельчанам, загиблим на фронтах ВВВ | с. Черемошне, Черемошненська с/р, біля пошти                  | 1941—1945 рр.                                             | 1969 р.                      | місцеві майстри                              | об. граніт                  | об. 5,2 м                      | № 313 10.06.1971 р.            |
| 66.   | 350         | Пам'ятник 119 воїнам-односельчанам, загиблим на фронтах ВВВ | с. Шендерів, Шендерівська с/р, біля школи                     | 1941—1945 рр.                                             | 1975 р.                      | -//-                                         | об. граніт                  | об. 4,5 м                      | № 29 19.06.1977 р.             |
| 67.   | 39          | Братська могила 3 радянських воїнів, загиблих при визволенні села | с. Шендерів, Шендерівська с/р, біля школи                     | 1944 р.                                                   | 1987 р.                      | місцеві майстри                              | граніт                      | 2,6 м                          | № 113 13.05.1988 р.            |
| 68.   | 883         | Могила першого комсомольця села П. Ф. Бондаря. | с. Шершні, Шендерівська с/р, в центрі села                    | 1935 р.                                                   | 1939 р.                      | місцеві майстри                              | об. цегла                   | об. 2 м                        | № 313 10.06.1971 р.            |
| 69.   | 349         | Пам'ятник 146 воїнам-односельчанам, загиблим на фронтах ВВВ | с. Шершні, Шендерівська с/р, біля пошти                       | 1941—1945 рр.                                             | 1972 р.                      | місцеві майстри                              | об. граніт                  | об. 11,5 м                     | № 29 19.06.1977 р.             |
| 70.   | 43          | Будинок, в якому провів дитячі роки український композитор М. Д. Леонтович                                                                                               | с. Шершні, Шендерівська с/р, біля клубу                       | 1879—1887 рр.                                             | II пол. XIX ст.              | місцеві майстри                              | цегла                       | 15х12 м                        | № 443 22.12.1997 р.            |
| 71.   | 351         | Пам'ятник 97 воїнам-односельчанам, загиблим на фронтах ВВВ | с. Яришівка, Яришевська с/р, в центрі села                    | 1941—1945 рр.                                             | 1970 р.                      | -//-                                         | об. граніт                  | об. 8 м                        | № 29 19.06.77 р.               |
| 72.   | 127         | Могила невідомого солдата | с. Яришівка, Яришевська с/р, на кладовищі                     | 1944 р.                                                   | 1949 р.                      | місцеві майстри                              | граніт                      | 1,5 м                          | № 82 03.04.1990 р.             |
|       |             | |                                                               |                                                           |                              |                                              |                             |                                |                                |